# 社会技能

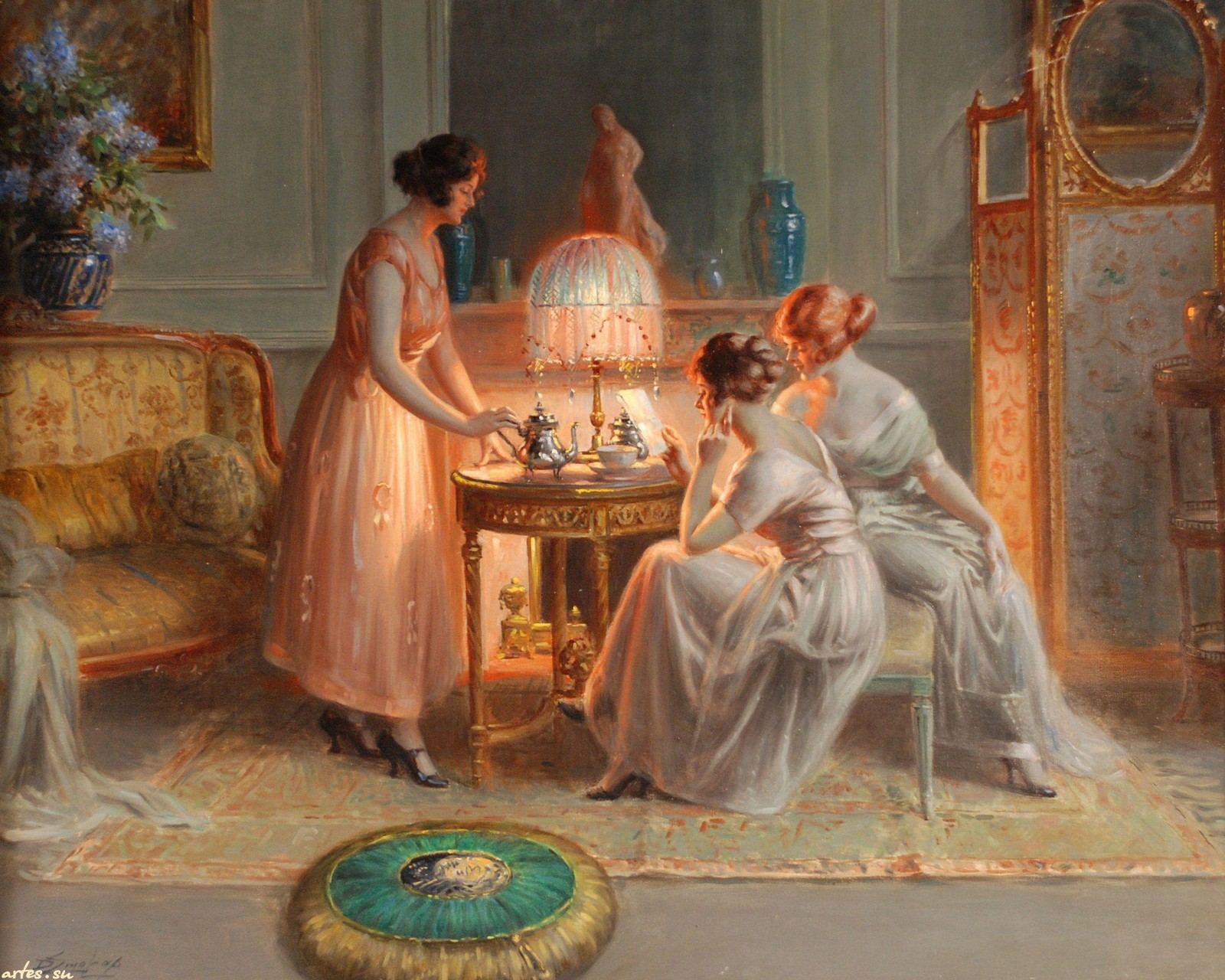
社会技能

社会技能（しゃかいぎのう）またはソーシャル・スキル（英語: Social skill）とは、社会の中で普通に他人と交わり、共に生活していくために必要な能力。心理社会的な能力、ライフスキルといった言い方もする。イギリスでは、小中学校で、PSHE（人格的、社会的健康教育、personal, social and health education）という名前の教科を設定して特にこうした能力の育成を図っている。

## WHOにおけるライフスキルの定義
ライフスキルとは、個人が日常生活の要求や課題に効果的に対処できるようにする、適応的で前向きな行動のための能力とWHOは定義している。それには以下が含まれる。
- 意思決定能力
- 問題解決能力
- 創造的思考
- 批判的思考
- 効果的なコミュニケーション
- 対人関係スキル
- 自己意識
- 共感
- 情動への対処
- ストレスへの対処

## 社会技能を発揮する結果
社会技能を発揮する結果として、以下のような能力を持つと判断される。
1. その場の雰囲気が分かる。
2. 自分の発した言動を相手がどのように受け取るか想像出来る。
3. 自分の考えを、上手に相手に伝える事が出来る。

特に、2. は心の理論と呼ばれる能力の一部であり、高度な霊長類（ヒトやチンパンジーなど）が先天的に有している能力であるとされている。これが全く出来ない、もしくは過度に苦手（「相手の表情から感情を読み取れない」「自己を他者と思い込む」といった認知上の根本的な不具合を意味する）であれば、アスペルガー症候群や広汎性発達障害といった脳機能障害を有している可能性がある。ただし、「人の気持ちを察するのが苦手」や「常に自己中心的な発言を繰り返す」といった程度であれば、それは社会的技能が未発達なだけである。
また、3. に関してはシャイネス（心理学用語としての「恥ずかしがる」こと）が社会的技能の実行を妨げることが知られている。つまり、社会的技能が備わっている者でも、何らかの原因でシャイネスを保有する場合、十分に能力を発揮できないということを意味する。
特定の状況のみで発生するシャイネスを「状態シャイネス」と呼び、継続的なシャイネスを「特性シャイネス」と呼ぶ。前者の極端な形が対人恐怖症といった「〜恐怖症」であると考えられている。つまり、社会的技能の観点からは、「〜恐怖症」とは特定の状況において社会的技能が十分に発揮できない心理状態を意味する。後者は一般的な「恥ずかしがり屋」を指す。

## 技術としての社会技能
心理学上で社会的技能について言及される際には、「性格（自然習得するもの）」というよりも「技術（学習によって身に付くもの）」として捉えられている点に注意を要する。社会的技能に関する知識を技術論として捉えなければ、ソーシャルスキルトレーニングといった形で応用することが原理的に不可能になってしまうためである。特に社会心理学では、社会技能を性格として捉えることが「効力予期を減少させる（＝努力しても無駄と思わせてしまう）」ため、禁忌とされている。
また、社会的技能は巧拙の差異こそが焦点となっているのであり、精神活動（脳機能）に障害がある場合を除いて、社会技能を持たない人間というのは原理的に存在し得ない。例えば、「短気で暴力で問題を解決する傾向がある」という状態は「コミュニケーション能力がない」とも表現されるが、一方で心理学の観点からは「問題解決過程が低レベル」と表現されることはあっても「社会的技能がない」とは表現されない。

## 阻害されるケース

### アルコール
アルコール依存症に陥った人々はソーシャルスキルが大幅に損なわれており、これはアルコールの脳神経的毒性（特に前頭前野）によるものである。アルコール乱用により、顔の表情を知覚する機能、韻律知覚、心の理論、ユーモアを理解する機能などのソーシャルスキルが損なわれる。
また、胎児性アルコール症候群(FAS)に苦しむ人々もソーシャルスキルが損なわれており、これは生涯続く障害であり、時間の経過によって悪化しえる。

### ADHD
「ADHD：注意欠陥・多動性障害」とは、持続的な注意困難や多動、衝動性などを特徴とする疾患で、発達障害のひとつである。
児童期、特に小学校入学などにより初めて表面化することが多く、障害そのものは思春期頃にかなり沈静化するとされている。
しかし、多動といった目立った症状が落ち着いたとしても、二次障害として生じる「学習障害」や、否定的自己像・自尊心の低下による不適応などが問題となるケースは少なくない。

ADHD発症の原因はいまだ明らかにはされていないが、さまざまな研究報告から、発症には、遺伝的要因、出産時に生じた障害などによる脳の形態学的な異常、脳内の神経伝達物質のバランスの乱れなどの機能異常、環境的要因などが複雑に絡み合っていると考えられている。

### 自閉症
アスペルガー症候群などの自閉症スペクトラム(ASD)者は、原則としてソーシャルスキルが損なわれている。
これは主に、他人の感情を理解することを可能とする心の理論の欠如によるものである。ASDの人々は、偏った興味と繰り返し傾向、アイコンタクトの欠如、一方的な会話、特殊なボディランゲージと非言語コミュニケーションといった特徴を持っている。

### 抑うつ
他と社会的交流の少ない人々は、ソーシャルスキルが損なわれる傾向がある。特に抑うつなどを抱える人は、この事によって負のスパイラルが加速する。抑うつによって社会的交流を避けるようになると、さらにソーシャルスキルが損なわれる。WHOのうつ病臨床ガイドラインにおいては、社会的ネットワークを活性化し、以前に興味を持っていた事項については、おっくうであっても、それを放棄せず可能な限り継続すべきと勧告されている。